# Высоцк
Высо́цк (до 1917 года — Тронгзу́нд, от швед. Trångsund), с 1917 по 1948 год — У́урас (фин. Uuras) — портовый город в России, в Выборгском районе Ленинградской области. Образует Высоцкое городское поселение. Третий по малонаселённости город России после Чекалина и Верхоянска.
Железнодорожная станция Октябрьской железной дороги.

## География
Расположен в северной части острова Высоцкий в Финском заливе. Связан автомобильной и железной дорогой с городом Выборгом через мост на соседний остров Майский, который, в свою очередь, соединён с материком дамбой.
Расстояние от Высоцка до районного центра, города Выборга, по дорогам — 30 км.

## История
Тронгзунд был портом уже в XVII веке, потому что в начале 1640-х годов там была таможня. По всей видимости, портовые операции проводились намного раньше.
После того как в 1710 году в ходе Северной войны был отвоёван у шведов Выборг, в самом узком месте Выборгского залива (отсюда и название: швед. trång — «узкий», sund — «пролив») по приказу Петра I были построены укрепления Тронгзунд.
В 1721 году по Ништадтскому мирному договору весь Выборгский лен отошёл к Российской империи.
После этого значение порта возросло благодаря вывозу леса. Так, купцы и предприниматели из Выборга начали обзаводиться складскими помещениями на берегах Ураансаари (о. Высоцкий) и Равансаари (о. Малый Высоцкий) ещё в 1780-х годах. Эта деятельность продолжалась вплоть до обретения Финляндией независимости в 1917 году.

### Великое княжество Финляндское
В Крымскую войну в 1855 году русские береговые батареи на острове Равансаари обороняли пролив Тронгзунд от англо-французского флота.
В 1856 году был открыт Сайменский канал, что обеспечило для региона озера Саймаа и Восточной Финляндии важную транспортную артерию для доступа на мировой рынок.
В 1864—1867 годах строится крепость Тронгзунд (в настоящее время руинирована и заброшена).
В 1897 году на острове Тейкарсари:260 близ Тронгзунда был установлен передатчик электромагнитных волн (затем передатчик был перенесён на один из кораблей) для проведения опытов по беспроволочной сигнализации. Опыты проводились под руководством Александра Попова, но непосредственным исполнителем и организатором их был ближайший помощник Попова Пётр Рыбкин.
Административно Тронгзунд относился Страндаскому уезду (швед. Ranta härad, фин. Rannan kihlakunta) Выборгской губернии.
К началу XX века район Тронгзунда входил в так называемую Систему укреплений имени Петра Великого на Финском заливе.

### Финляндия
В независимой Финляндии (с 1917 по 1940 годы) назывался Уурас (фин. Uuras — «трудолюбивый»).
В 1925 году жители Уураса, который входил в волость Йоханнес, объявили муниципальному совету о желании преобразовать Уурас в отдельную волость, или даже в посёлок.
Порт Выборга не имел больших глубин и для приёма морских пароходов со значительной осадкой было решено развивать порт Уурас (Тронгсунд). В 1926 году от железнодорожной линии Лииматта — Тюрисевя от Кайслахти в порт была проложена железнодорожная ветка (фин. Uuraan rata). В начале 1930-х были завершены работы по углублению дна.

### СССР
После Советско-финляндской войны согласно Московскому договору бо́льшая часть Выборгской губернии была передана СССР. В СССР полученная территория была разделена сразу же, весной 1940 года — северная её часть отошла Карельской Автономной ССР, которая была при этом преобразована в Карело-Финскую ССР. В июне были образованы административные районы. Уурас отошёл к Выборгскому району.
В ноябре 1944 года Выборгский район, определённый в 1940 году в Карело-Финскую ССР, отошёл к Ленинградской области.
В конце 1940-х в ходе кампании по русификации отошедших Советскому Союзу территорий советскими властями было осуществлено тотальное переименование населённых пунктов Карельского перешейка, присоединённых к Ленинградской области. Так зимой 1948 года посёлок Уурас получил новое название — «Петроостров» с мотивировкой: «по историческим событиям — завоевание Петром I Карельского перешейка, в том числе остров Трангсунд у шведов». Однако в июле 1948 комиссия по переименованию вторично изменила название населённого пункта на «Высоцк». Обоснованием служила фраза: «в память Героя Советского Союза Высоцкого, погибшего смертью героя в районе о. Тронгсунд» (Кузьма Демидович Высоцкий). В такой форме переименование было закреплено Указом Президиума ВС РСФСР от 1 октября 1948 года.

### Российская Федерация
Высоцк — один из самых небольших населённых пунктов России, имеющих статус города (1115 жителей на 2018 год), менее населены только города Чекалин и Верхоянск. В 2012 стало известно о планах построить новый современный спорткомплекс.

## Население
| 1947  | 1959  | 1970  | 1979  | 1989  | 1996  | 1998  |
| ----- | ----- | ----- | ----- | ----- | ----- | ----- |
| 552   | ↗1345 | ↘1318 | ↘856  | ↗929  | ↗1200 | →1200 |
| 2000  | 2001  | 2002  | 2005  | 2006  | 2007  | 2008  |
| →1200 | →1200 | ↗1673 | ↗1700 | →1700 | ↗1750 | ↘1700 |
| 2009  | 2010  | 2011  | 2012  | 2013  | 2014  | 2015  |
| ↗1706 | ↘1244 | ↘1238 | ↘1214 | ↘1183 | ↘1155 | ↘1152 |
| 2016  | 2017  | 2018  | 2019  | 2020  | 2021  | 2023  |
| ↘1131 | ↘1120 | ↘1115 | ↘1094 | ↘1089 | ↗1129 | ↘1122 |
| 2024  | 2025  |       |       |       |       |       |
| ↘1121 | ↗1122 |       |       |       |       |       |

На 1 января 2025 года по численности населения город находился на 1122-м месте из 1124 городов Российской Федерации.

## Достопримечательности
Достопримечательности Высоцка не исчерпываются комплексом укреплений эпохи Петра I «Транзундский редут», который расположен на том же острове, что и город. Ряд интересных для посещения мест имеется и на соседних островах, называемых по смежности с городом Высоцким архипелагом: «Зоринское укрепление» на о. Малый Высоцкий; памятник природы — о. Густой; также недалеко военно-морской некрополь на о. Новик, маяк Поворотный на о. Маячный.

## Высоцкий порт
На протяжении всей своей истории Тронгзунд — Уурас — Высоцк был портовым городом, удобной и надежной гаванью для моряков торгового и военно-морского флота.
С середины 1990-х порт порт Высоцкий получил активное развитие, связанное с реализацией ряда инвестиционных проектов строительства новых терминальных комплексов.
В настоящее время расположенный на острове порт соединён с материком новой автомобильной и однопутной железной дорогой.
В Высоцке дислоцировалась 2-я Отдельная бригада сторожевых кораблей ПВ КГБ СССР. В настоящее время в городе Высоцк расположена и действует Военно-морская база пограничных сторожевых кораблей ФСБ России в составе Службы погранвойск в Выборге, воинская часть № 2139.
В 2010-х годах организационно морской торговый порт Высоцк состоял из двух терминалов — угольного и нефтепродуктового, которые не имеют общей сухопутной границы и находятся на расстоянии 12 км друг от друга.
Ведётся строительство третьего лесного терминала на территории ОАО «Выборгская Целлюлоза» (пгт Советский).

### Терминалы порта
- Нефтеналивной терминал (ОАО «РПК-Высоцк» «Лукойл-II»[44]) Специализация терминала — перевалка светлых и темных нефтепродуктов (мазут, вакуумный газойль, дизельное топливо) с железной дороги на морские танкера.
  - 16 июня 2004 года введён в эксплуатацию первый пусковой комплекс (первая очередь) терминала мощностью 2,5 млн тонн в год.
  - В апреле 2005 года закончено строительство второй очереди терминала мощностью 10,7 млн тонн в год.
    - Мощность третьей очереди РПК составит до 12 млн тонн в год.

Грузооборот нефтеналивного терминала за 2005 год составил 6,89 млн тонн, за 2010 год — 12,01 млн тонн.
С 2008 года управляющей компанией ОАО «РПК-Высоцк» «Лукойл-II» стало дочернее общество ОАО «НК „Лукойл“» — ООО «Лукойл-Транс».
- Угольный терминал (ООО «Порт Высоцкий»[47])
  - Проектная мощность — 7 млн т в год.
  - Площадь территории порта — 34,02 га. Площадь складов составляет 22 га, в том числе 15 га с железобетонным покрытием. Действующие склады рассчитаны на единовременное хранение 250 тысяч тонн сыпучих грузов. Длина причальной линии для обработки судов — 781,75 метров. Погрузка ведётся с 4 причалов.
  - Максимальная осадка принимаемых судов — 11,9 м, что позволяет принимать суда типоразмера Panamax (дедвейтом до 93 000 тонн).
  - Специализация порта — перевалка российского энергетического угля, экспортируемого в страны Северной и Западной Европы.
  - Грузооборот за 2016 году составил 6,1446 млн тонн угля.

### Показатели деятельности
| год       | 2003 | 2005 | 2010 | 2011 | 2012 | 2013 | 2014 | 2015 | 2016 | 2017 | 2018 | 2019 | 2020 | 2021 | 2022 | 2023 |
| млн. тонн | 2,4  | 10,4 | 14,8 | 13,4 | 13,6 | 16,2 | 17,4 | 17,5 | 17,1 | 17,6 | 18,8 | 19,4 | 18,6 | 16,9 | 16,0 | 12,8 |

## Образование
- Высоцкое отделение основного общего образования с дошкольными группами МБОУ «Средняя общеобразовательная школа г.п. Советский»

## Фото

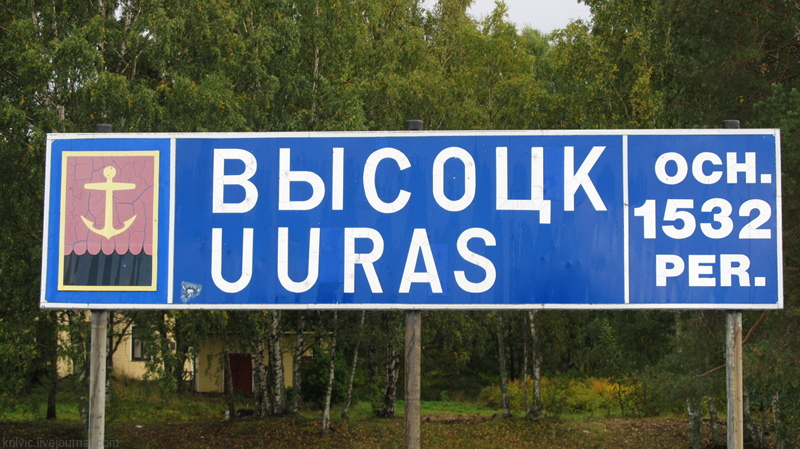
Табличка в Высоцке
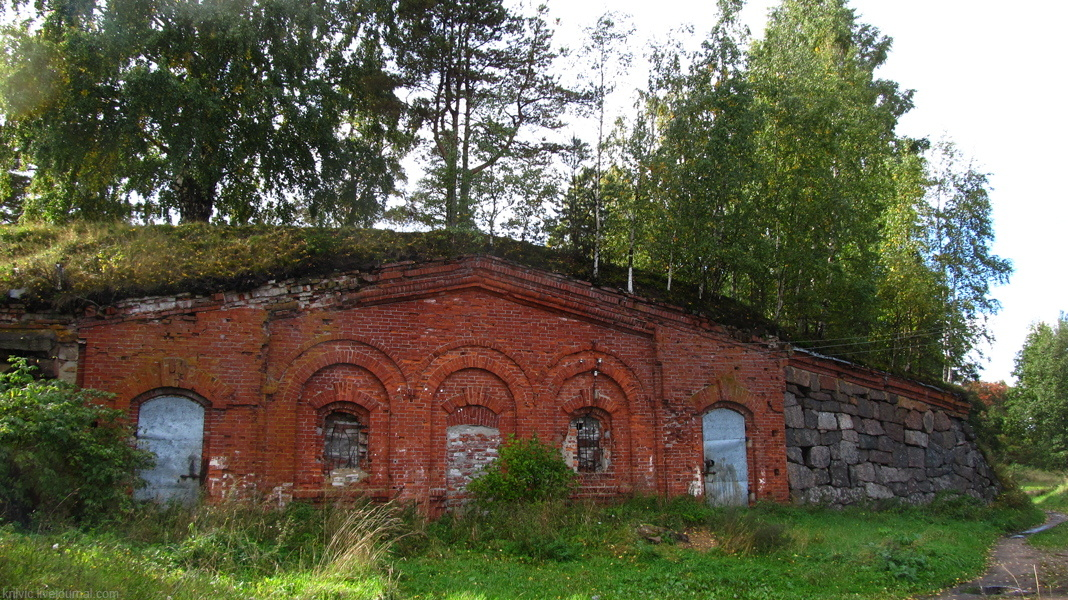
Крепость Тронгзунд. Запасной пороховой погреб